# Kadsura japonica
Kadsura japonica, (実葛 sane-zakura, "videira real", em japonês), comumente conhecida como a videira de Kadsura ou simplesmente Kadsura, é uma espécie de planta nativa das florestas do Japão (Honshū, Kyūshū e as Ilhas Ryukyu). As larvas da mariposa Caloptilia kadsurae se alimentam da K. japonica nas principais ilhas japonesas de Ryukyu.

## Descrição
É uma planta trepadeira que cresce de 2,4 m a 4,6 m de altura, adequada para climas quentes, de folha persistente com uma textura lisa como as folhas da Magnolia mas têm apenas quatro ou cinco polegadas de comprimento, às vezes serrilhadas ou lisas e são de um verde brilhante, tornam-se ligeiramente vermelhas no Outono, seus frutos são escarlates, muito brilhantes e tem as flores brancas dioicias.
As folhas possui uma muscilagem viscosa que usada para a produção do papel, inicialmente foi usada na China e Japão para a fixação de adereços de cabeça.
O fruto é esférico e tem diâmetro de 2 a 3cm, amadurecem para a cor vermelho em novembro, na região de Kanto, cada fruto possui de 2 a 5 sementes em forma de rim e comprimento de cerca de 5mm.

## Distribuição
No Japão, é comum em Honshu (oeste de Kanto), Shikoku, na zona montanhosa de Kyushu, à beira das florestas verdes e de pinheiros no Monte Rokkō
Na China, pode ser encontrada em Fujian e na ilha de Taiwan.

## Sinônimos
A espécie Kadsura japonica possui 2 sinônimos reconhecidos atualmente.
- Kadsura matsudae Hayata
- Schisandra japonica (L.) Baill.

## Paisagismo
A Kadsura japonica é cultivada como uma planta ornamental em jardins e também tem frutas comestíveis que podem ser comidas cruas ou cozidas.
Variedades como a Kadsura japonica "Fukurin" não cresce bem sob luz solar direta e calor e produz frutos vermelhos somente quando ambos os sexos estão presentes em uma área. As bagas vermelhas são produzidas somente em plantas fêmeas e somente quando a polinização e a fertilização tiverem ocorrido.

## Uso medicinal
Os frutos secos têm uso medicinal como tônico, estimulante, expectorante, para dor do estômago, tosse e asma.

## Galeria

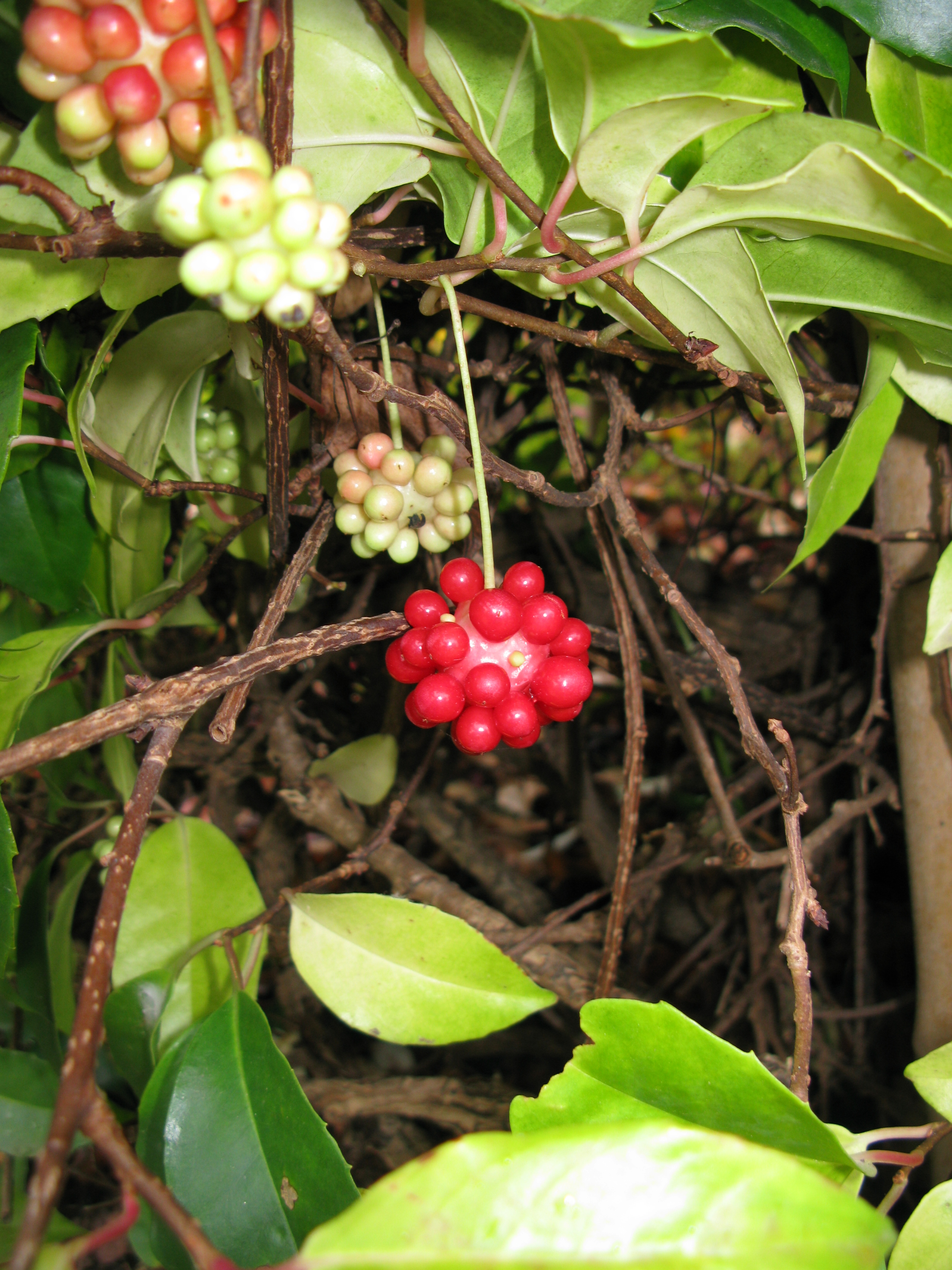
Folhas e fruto
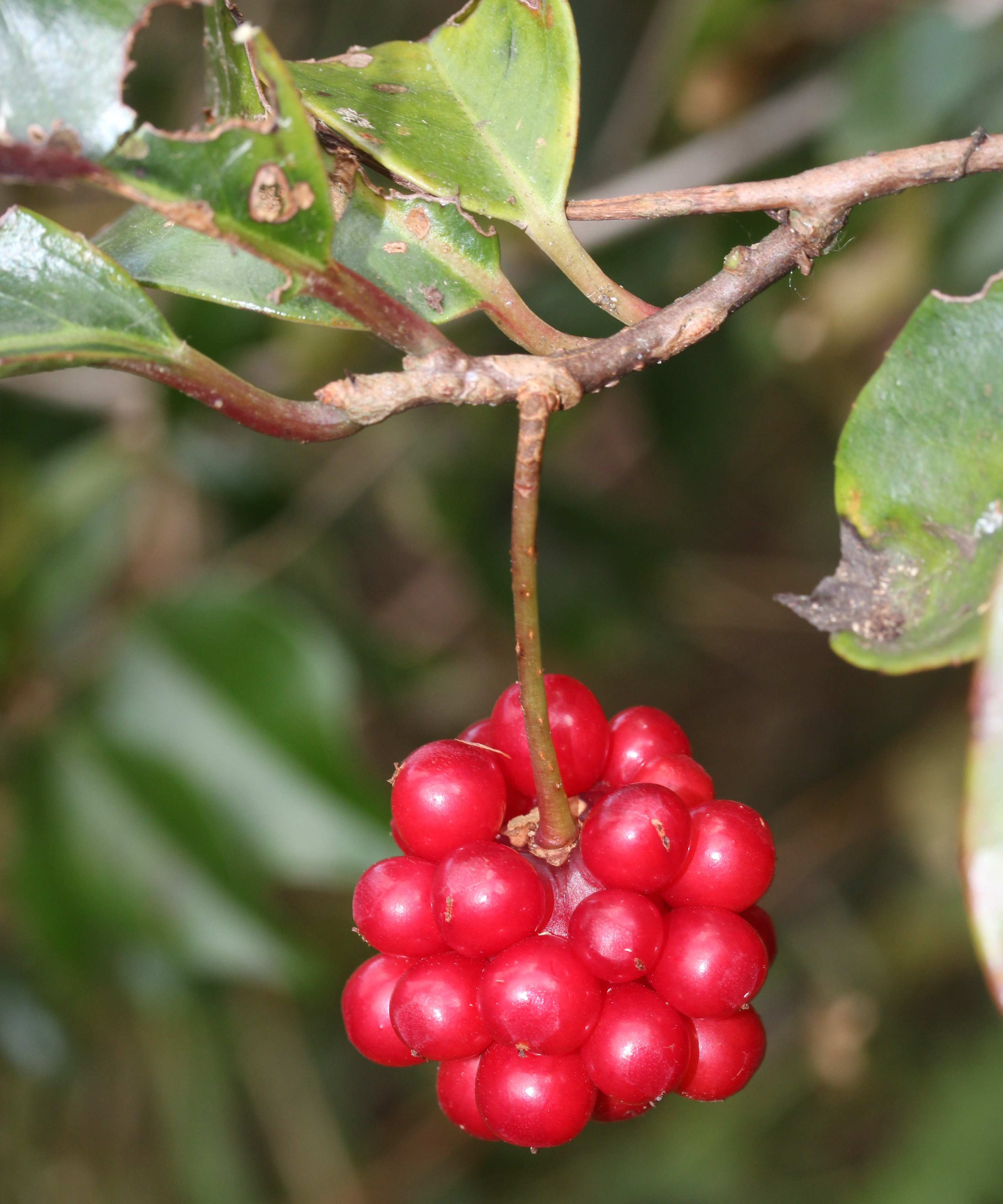
Fruto
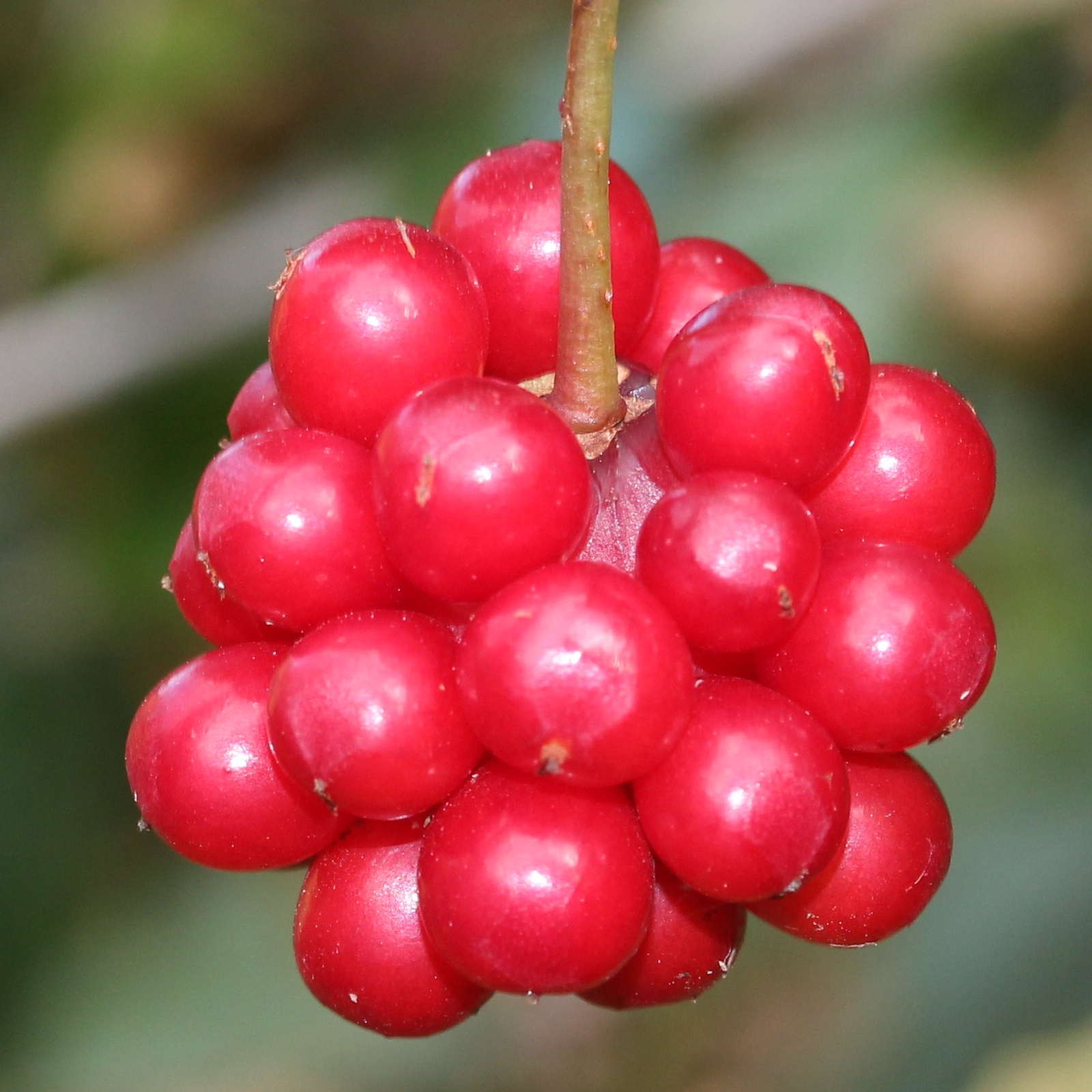
Detalhe do fruto